# Военно-промышленный комплекс КНР

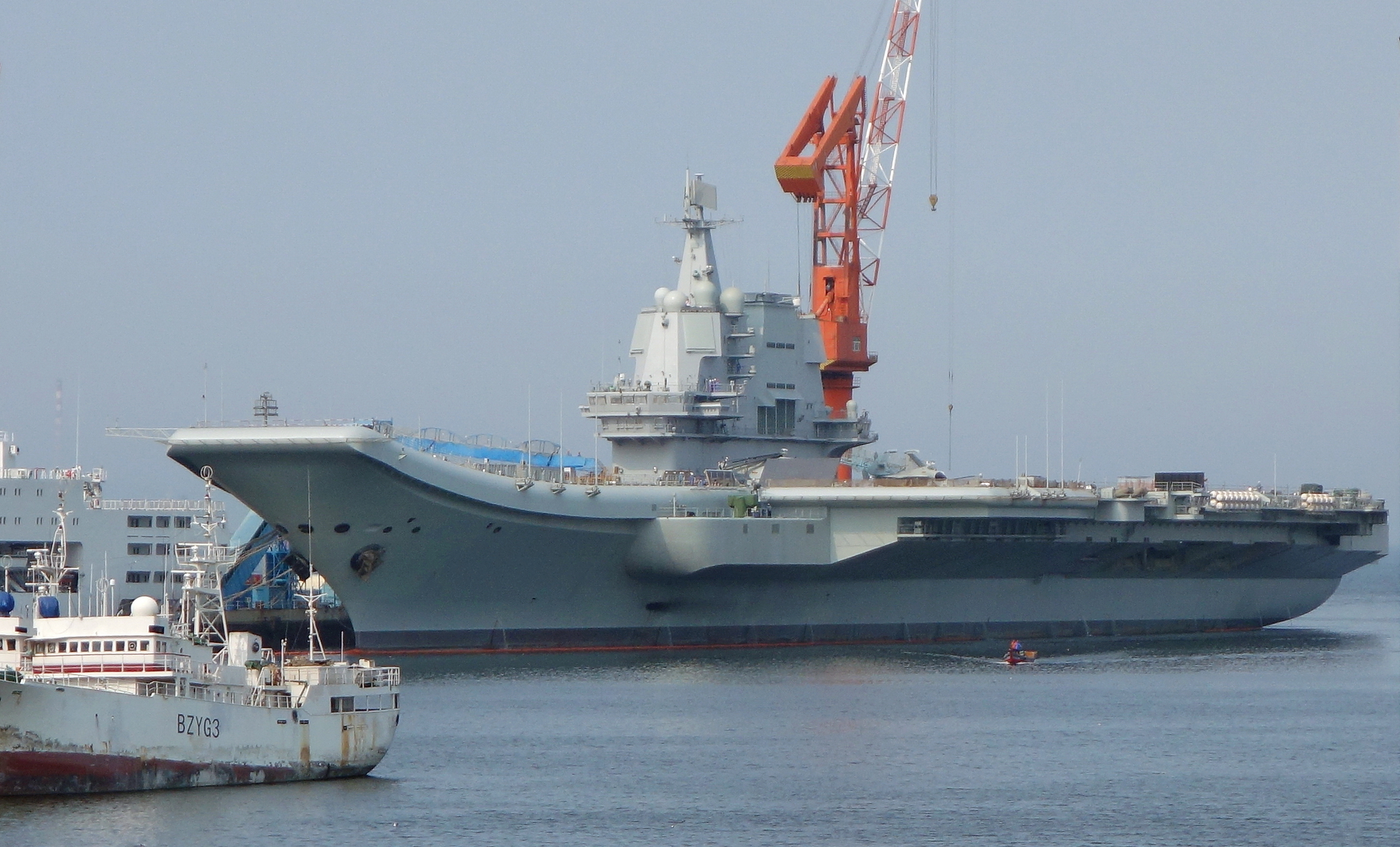
Авианосец «Шаньдун»

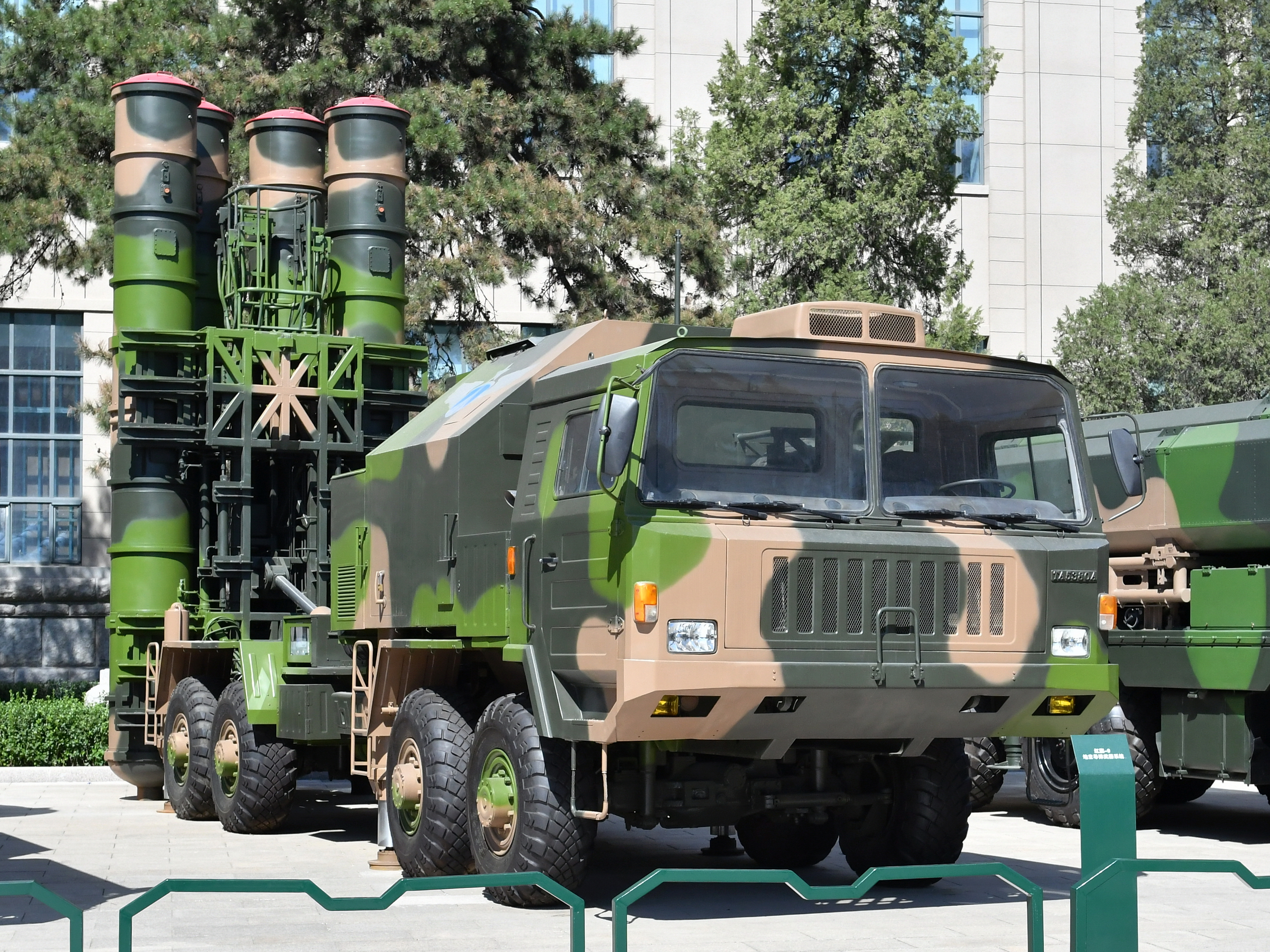
ЗРК HQ-9

Военно-промышленный комплекс КНР (сокращённо ВПК КНР) — отрасль китайской экономики, которая разрабатывает, испытывает, производит, ремонтирует и утилизирует боевую технику, военное снаряжение, боевые припасы, средства связи и другое оборудование военного назначения. ВПК Китая находится под контролем Государственного управления оборонной науки, техники и промышленности. 
Несмотря на имеющееся отставание в некоторых областях от стран Запада, военная промышленность Китая быстро развивается благодаря высокой приоритетности со стороны китайского руководства. В некоторых сферах, особенно в сфере судостроения, беспилотных гиперзвуковых систем, баллистических ракет и искусственного интеллекта, Китай выходит на передовые позиции в мире.
Большую роль в новых разработках китайского ВПК играют промышленный шпионаж, хищение передовых технологий и несанкционированное копирование иностранных образцов оружия. Одной из главных проблем китайского ВПК является масштабная коррупция.  

## История
На протяжении 1970-х годов Китай производил оружие преимущественно на основе устаревших советских технологий 1950-х годов. При Дэн Сяопине оборонная промышленность стала одним из приоритетов программы «четырёх модернизаций». Успехи политики реформ и открытости позволили китайскому правительству резко увеличить расходы на оборону, что привело к росту спроса на продукцию военно-промышленного комплекса. Параллельно власти начали реорганизацию устаревших министерств и ведомств в государственные корпорации. В 1995 году расходы Китая на оборону составили 26,1 млрд долларов или 2,4 % от общемирового объема.
В начале 2000-х годов Китай запустил масштабную программу перевооружения армии и флота. По большинству направлений, за исключением атомных подводных лодок, стратегических бомбардировщиков и реактивных авиадвигателей, Китай постепенно начал сокращать своё былое отставание от ВПК США, России и Западной Европы. 
С 2010 по 2017 год ежегодные расходы Китая на военную технику выросли с 26,2 млрд до 63,5 млрд долларов. Если в 2010 году на военную технику пошли 33,3 % всех военных расходов страны, то в 2017 году этот показатель составил 41,1 %. Подавляющее большинство военной техники и оборудования для НОАК и полиции поставляли девять государственных холдинговых компаний (конгломератов) и один государственный исследовательский институт, составлявшие костяк ВПК Китая.
При Си Цзиньпине с целью повышения эффективности и новаторства китайский ВПК активизировал продвижение «военно-гражданского синтеза» (цзюньминь жунхэ). К 2019 году военные расходы Китая выросли до 266,5 млрд долларов (приблизительно в десять раз по сравнению с серединой 1990-х годов) и составили 14,2 % мировых расходов на оборону. Для сравнения, за тот же период времени (1995—2019 года) оборонные расходы России удвоились, а расходы США выросли на 47 %. 

### Технологическое отставание
Исторически китайская военная промышленность отдавала предпочтение более дешевому массовому производству, а не созданию современного и дорогого оружия. Китайские оборонные и внешнеторговые компании предпочитали приобретать иностранные военные технологии и технологии двойного назначения, используя их в своей продукции. Эта стратегия позволила военно-промышленному комплексу КНР значительно сэкономить расходы на научно-исследовательские и опытно-конструкторские работы и уменьшить технологическое отставание от Запада и России, особенно в области военной авиации, судостроения и высокоточных ракет.
Помимо легального приобретения иностранных технологий, Китай также незаконно копирует и похищает иностранные военные технологии и технологии двойного назначения. Например, в 1990-х годах Китай закупил российские истребители Су-27 и ракетные системы С-300 и провёл их реверс-инжиниринг, наладив на их основе производство собственных реактивных истребителей Shenyang J-11 и зенитно-ракетных комплексов HQ-9. В 2019 году российская государственная корпорация Ростех обвинила Китай в незаконном копировании различного военного оборудования и технологий, включая авиационные двигатели, самолёты, системы ПВО и ракеты.
Китай также регулярно использовал промышленный шпионаж, в том числе кибершпионаж, для получения информации на территории США. В 2007, 2009 и 2011 годах китайские хакеры получили доступ к примерно 50 терабайтам данных Министерства обороны США, которые содержали чертежи американских истребителей-невидимок и другую информацию. В 2016 году гражданин Китая Су Бинь признал себя виновным в заговоре с целью кражи данных, касающихся военно-транспортных самолетов Boeing C-17 и истребителей-невидимок компании Lockheed Martin F-22 и F-35. В 2018 году двум гражданам Китая было предъявлено обвинение в краже процессоров для авиационной, космической, спутниковой, телекоммуникационной, компьютерной отраслей и других полупроводниковых технологий.
Долгое время Китай имел трудности с разработкой и производством некоторых компонентов военной техники, прежде всего авиационных, ракетных и полупроводниковых  комплектующих. В период с 2015 по 2019 год на закупки авиационной техники пришлось 37 % китайского импорта вооружений, на закупки двигателей (преимущественно авиационных) — 34 %, систем ПВО — 9 %, сенсоров — 8,5 %, ракетного оружия — 8,4 %. Крупнейшим поставщиком вооружений являлась Россия, на которую пришлось 75,5 % всего импорта Китая. Среди основных статей импорта выделялись авиадвигатели АЛ-31Ф и РД-93, но постепенно их заменили китайскими моделями. Начиная с середины 2010-х годов политическое руководство Китая инициировало развитие внутреннего инновационного потенциала, чтобы сократить отставание в сфере критически важных оборонных технологий и закрепить лидерство в ключевых секторах на ближайшие десятилетия.
Если раньше Китай полагался главным образом на приобретение иностранных военных технологий, то теперь он сделал упор на инвестиции в собственные НИОКР. Расходы Китая на научные исследования выросли с 13,1 млрд долларов в 1991 году до 462,6 млрд долларов в 2018 году (более чем в 35 раз). По расходам на НИОКР Китай занял второе место в мире после США, превысив расходы следующих четырех стран — Японии, Германии, Южной Кореи и Франции — вместе взятых.
Точный размер расходов на военные исследования Китая официально не публиковался; согласно оценочным подсчётам, в 2018 году стоимость оборонных НИОКР составила около 27 млрд долларов. Для сравнения, в том же году США потратили на военные исследования и разработки 67,5 млрд долларов, Южная Корея — 3,6 млрд долларов, Великобритания — 2,4 млрд долларов. По сравнению с ростом расходов на НИОКР, экспорт китайского оружия увеличился не так значительно: с 2015 по 2019 год Китай экспортировал военной техники на 8,1 млрд долларов, что на 6,3 % больше, чем в период с 2010 по 2014 год (7,6 млрд долларов). В этой сфере Китай сильно отстаёт от роста, продемонстрированного такими ведущими экспортерами вооружений, как Франция (72,2 %), США (22,7 %) и Германия (16,8 %). В результате среди крупнейших мировых экспортёров оружия Китай опустился с третьего на пятое место. Крупнейшие импортёры из Азии, Африки и Латинской Америки предпочитают покупать у Китая большие партии недорогих изделий, а современное оружие приобретать у компаний США, Западной Европы и России.

### Санкции
США регулярно вводят санкции против китайских компаний, которые поставляют военное оборудование армии, полиции и спецслужбам; основными причинами, по которым китайские компании попадают в санкционные списки США, являются «участие в геноциде уйгуровов», «участие в ограничении свободы слова» и «участие в поставках оружия и технологий странам оси зла». После начала российского вторжения в Украину многие китайские компании попали под санкции США и Евросоюза за поставки в Россию товаров и технологий двойного назначения (в том числе микросхем, дронов, радиостанций, компьютеров, лазеров и оптических приборов).

## Общие сведения
По данным Стокгольмского института исследования проблем мира, ВПК КНР занимает второе место в мире, уступая лишь военно-промышленному комплексу США. Военные расходы Китая в 2021 году ориентировочно составляли 293 млрд долларов, опережая военные бюджеты Индии, Великобритании, России и Франции вместе взятых.

## Крупнейшие компании
По итогам 2021 года в число крупнейших китайских военно-промышленных компаний вошли:
- Aviation Industry Corporation of China (AVIC) — 30,15 млрд долл.
- China State Shipbuilding Corporation (CSSC) — 18,51 млрд долл.
- China North Industries Group (Norinco) — 17,71 млрд долл.
- China Electronics Technology Group (CETC) — 14,65 млрд долл.
- China South Industries Group (CSGC) — 13,74 млрд долл.
- China Aerospace Science and Industry Corporation (CASIC) — 13,12 млрд долл.
- China Aerospace Science and Technology Corporation (CASC) — 9,34 млрд долл.

Среди других китайских оборонных компаний выделяются:
- Aero Engine Corporation of China (AECC)
- China National Nuclear Corporation (CNNC)
- China General Nuclear Power Group (CGN)
- China National Aero-Technology Import and Export Corporation (CATIC)
- China National Electronics Import and Export Corporation (CEIEC)
- China National Precision Machinery Import and Export Corporation (CPMIEC)

Значительные оборонные контракты имеют компании China Electronics Corporation, China Poly Group (включая Poly Technologies), China Xinxing Group (включая China Xinxing Import and Export Corporation), China Jing An Import and Export Corporation, CETC Internationa, Aerospace Long March International Trade Corporation, Jihua Group, Huawei, ZTE, Inspur, Hikvision, CRRC Group, China Telecommunications Corporation, China Mobile, China Nuclear Engineering Corporation и China Railway Construction Corporation.

## Производство ядерного оружия

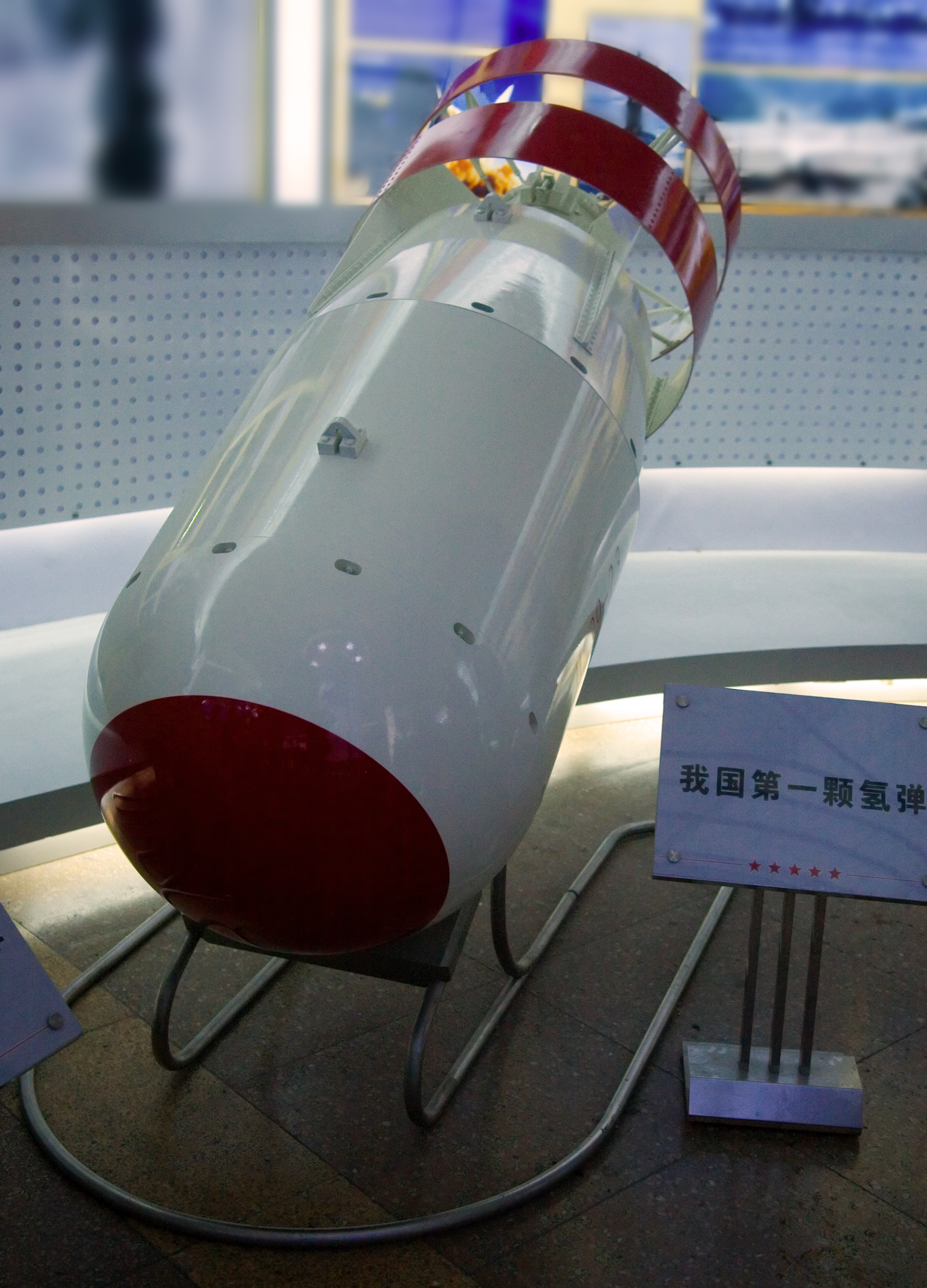
Ядерная бомба H-639 на тематической выставке, посвящённой 80-летию НОАК

Китай входит в так называемый «Ядерный клуб» и производит все типы ядерного оружия: авиационные и глубинные бомбы, боевые блоки морских торпед, баллистических и крылатых ракет, артиллерийские снаряды, мины и фугасы. В ядерной отрасли Китая доминируют государственные China National Nuclear Corporation (CNNC) и China Academy of Engineering Physics (CAEP).
Китайская академия инженерной физики (Мяньян) в своих научных центрах, расположенных в провинции Сычуань, а также в Пекине и Шанхае, разрабатывает и тестирует образцы ядерного оружия. Ядерные испытания проводятся на дне высохшего озера Лобнор в Синьцзяне (База № 21). Предприятия группы CNNC добывают и обогащают уран, производят ядерное топливо, разрабатывают ядерные реакторы и различное энергетическое оборудования, перерабатывают и утилизируют ядерные отходы.
Заводы China National Nuclear Corporation по обогащению урана расположены в Ланьчжоу, Ханьчжуне и Хэнъяне, заводы по производству ядерного топлива — в Ибине и Баотоу, завод по производству изотопов — Чэнду. Также в состав CNNC входят Китайский институт атомной энергии (Пекин), Пекинский институт ядерных разработок и Юго-западный институт физики (Чэнду).
В состав компании China General Nuclear Power Group (CGN) входят несколько предприятий по добыче и обогащению урана, производству ядерного топлива и ядерных реакторов, а также Китайский исследовательский технологический институт ядерной энергетики (Пекин), Исследовательский институт ядерной энергетики (Сучжоу) и Исследовательский технологический институт (Шэньчжэнь).
Важную роль в китайской ракетной и ядерной программе играют ракетный испытательный комплекс в Корле, полигон для испытания баллистических ракет в Алашане, космодром Вэньчан на острове Хайнань, завод № 202 по производству ядерных оружейных материалов в Баотоу, завод № 404 по производству ядерного оружия в Цзюцюане, завод № 812 по производству ядерных оружейных материалов в Ибине, завод № 821 по сборке ядерных боеприпасов в Гуанъюане, завод № 905 по производство бериллия в Нинся, главный центр хранения и подготовки ядерного оружия в Тайбае (Баоцзи), известный как База № 67 и база хранения МБР в Хуайхуа.
Важным компонентом ядерной программы Китая является реактор на быстрых нейтронах CFR-600, расположенный на острове Чанбяо (АЭС Сяпу в округе Ниндэ). Среди наиболее передовых моделей ядерной триады Китая выделяются дальние бомбардировщики Xian H-6N и Xian H-20, атомные подводные лодки проекта 096, баллистические ракеты подводного базирования JL-3, наземные баллистические ракеты средней и большой дальности DF-17, DF-26, DF-31 и DF-41.

## Ракетно-космическая промышленность

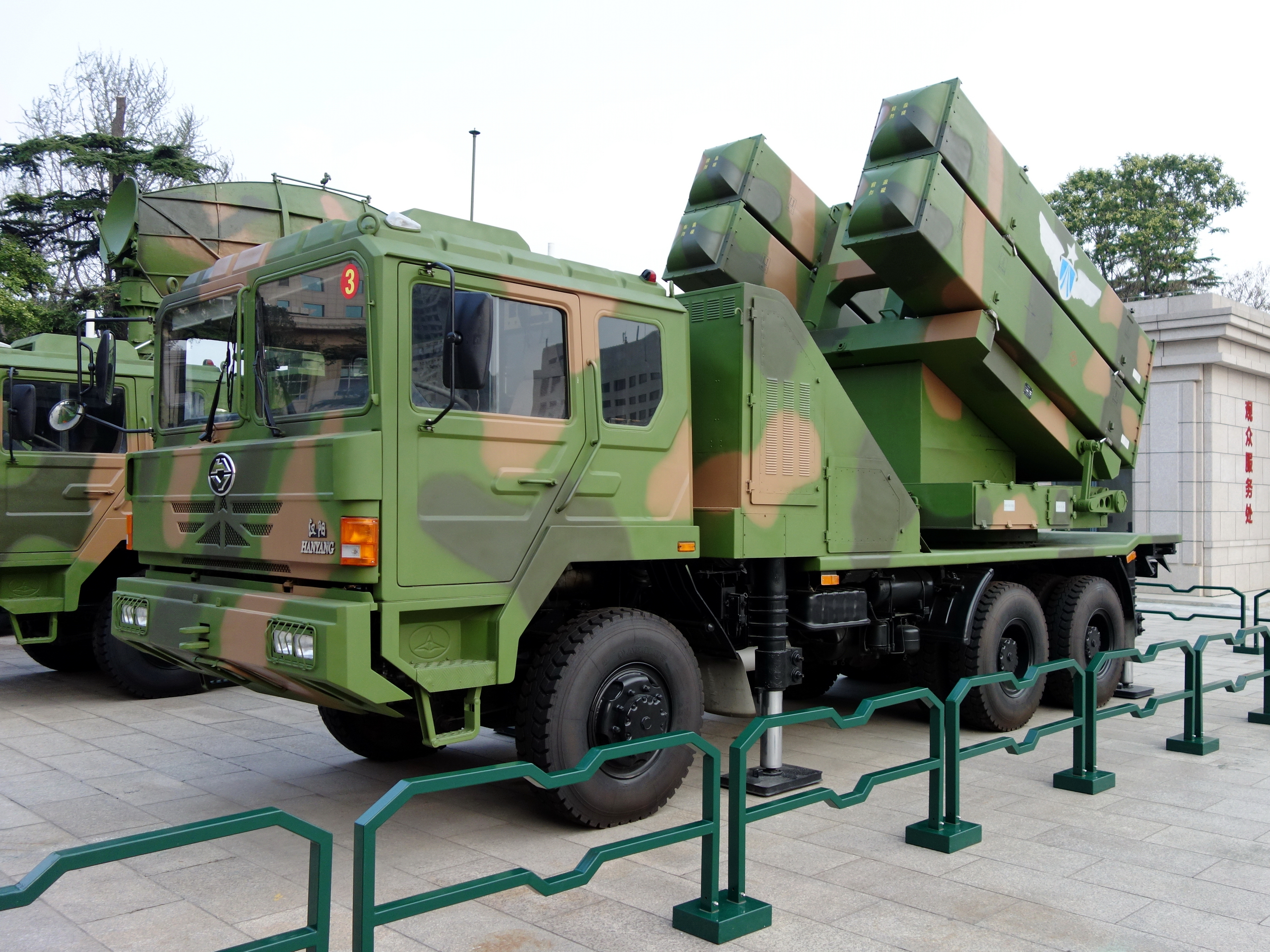
Зенитно-ракетный комплекс HQ-6A

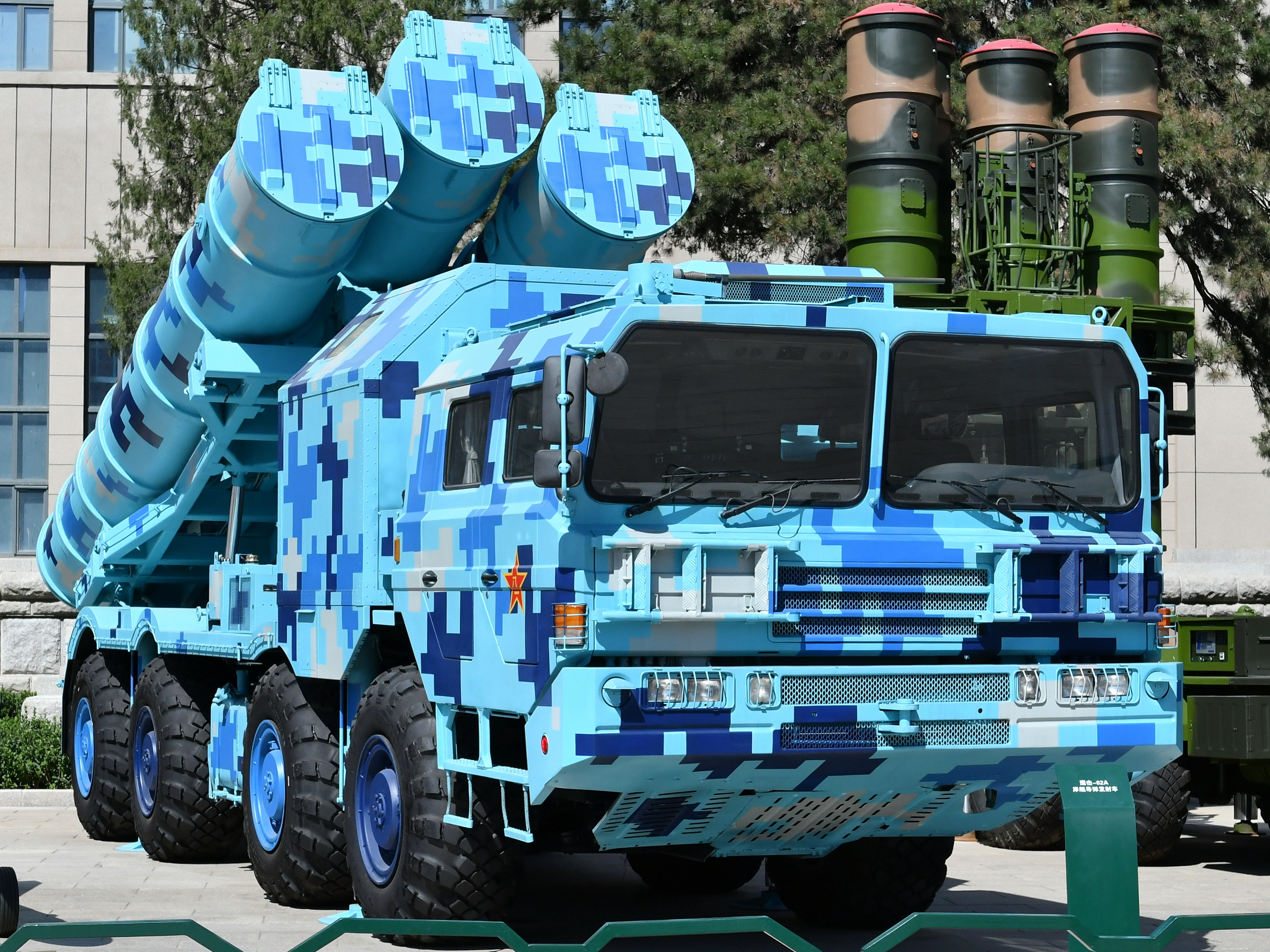
Противокорабельный ракетный комплекс YJ-62A

Ракетно-космическая промышленность КНР производит ракетные пусковые установки, боевые ракеты, космические ракеты-носители, ракетные двигатели и космические аппараты, в том числе противотанковые управляемые ракеты (ПТУР), переносные зенитные ракетные комплексы (ПЗРК), зенитные ракетные комплексы (ЗРК), крылатые ракеты, авиационные управляемые ракеты, противокорабельные ракеты, межконтинентальные баллистические ракеты (МБР), баллистические ракеты подводных лодок (БРПЛ), баллистические ракеты средней дальности (БРСД), военные спутники и другое космическое оборудование.
Среди наиболее передовых моделей выделяются МБР Дунфэн-41 и Дунфэн-31B, БРПЛ JL-2 и JL-3, БРСД Дунфэн-17 и Дунфэн-26, противокорабельные крылатые ракеты средней и большой дальности YJ-12, YJ-18 и YJ-62, авиационные управляемые ракеты средней и большой дальности PL-12, PL-15, PL-17 и PL-21, ЗРК большого радиуса действия HQ-22 и HQ-26, ЗРК среднего радиуса действия HQ-12 и HQ-16, ЗРК малого радиуса действия HQ-64, ПЗРК QW-3, QW-18 и FN-16, ПТРК HJ-12.
В ракетно-космической отрасли Китая доминируют два государственных конгломерата — China Aerospace Science and Industry Corporation / CASIC (в состав которого входят дочерние структуры Китайская академия механических и электронных технологий «Чанфэн», Китайская академия электро-механических технологий «Хайин», Академия технологий ракетных двигателей, Китайская химическая и машиностроительная корпорация «Хэси», компании Jiangnan Space Industry, Hunan Aerospace Corporation, Henan Aerospace Industry, China Aerospace Construction Group, Beijing Aerospace Changfeng, Guizhou Space Appliance, Liuzhou Changhong Machinery Manufacturing Corporation, China Aerospace Automotive) и China Aerospace Science and Technology Corporation / CASC (в состав которого входят дочерние структуры China Academy of Launch Vehicle Technology, China Academy of Space Technology, Academy of Aerospace Solid Propulsion Technology, Academy of Aerospace Liquid Propulsion Technology, China Academy of Aerospace Aerodynamics, Sichuan Academy of Aerospace Technology и Shanghai Academy of Spaceflight Technology).
Кроме того, Инновационная академия микроспутников Китайской академии наук разрабатывает грузовые космические корабли и спутники; противотанковые ракетные комплексы производит компания Norinco.

## Авиационная промышленность

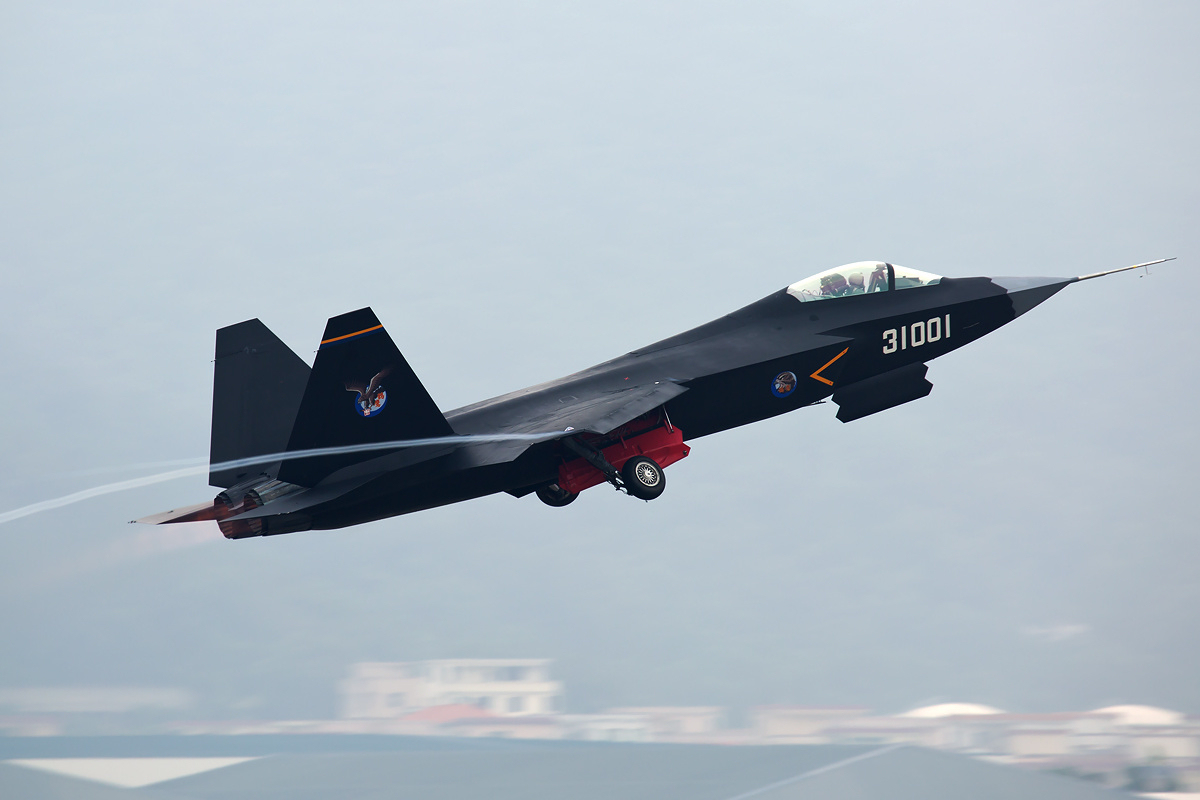
Истребитель Shenyang J-31

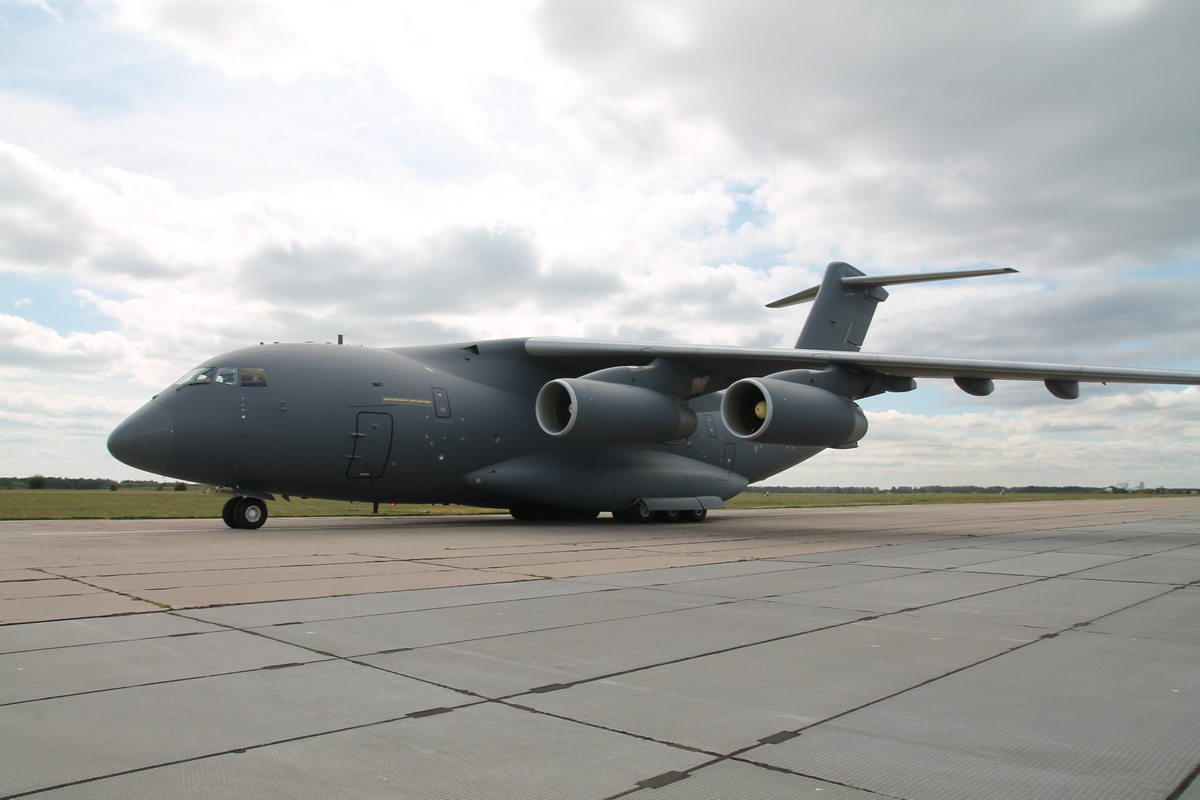
Военно-транспортный самолёт Xian Y-20

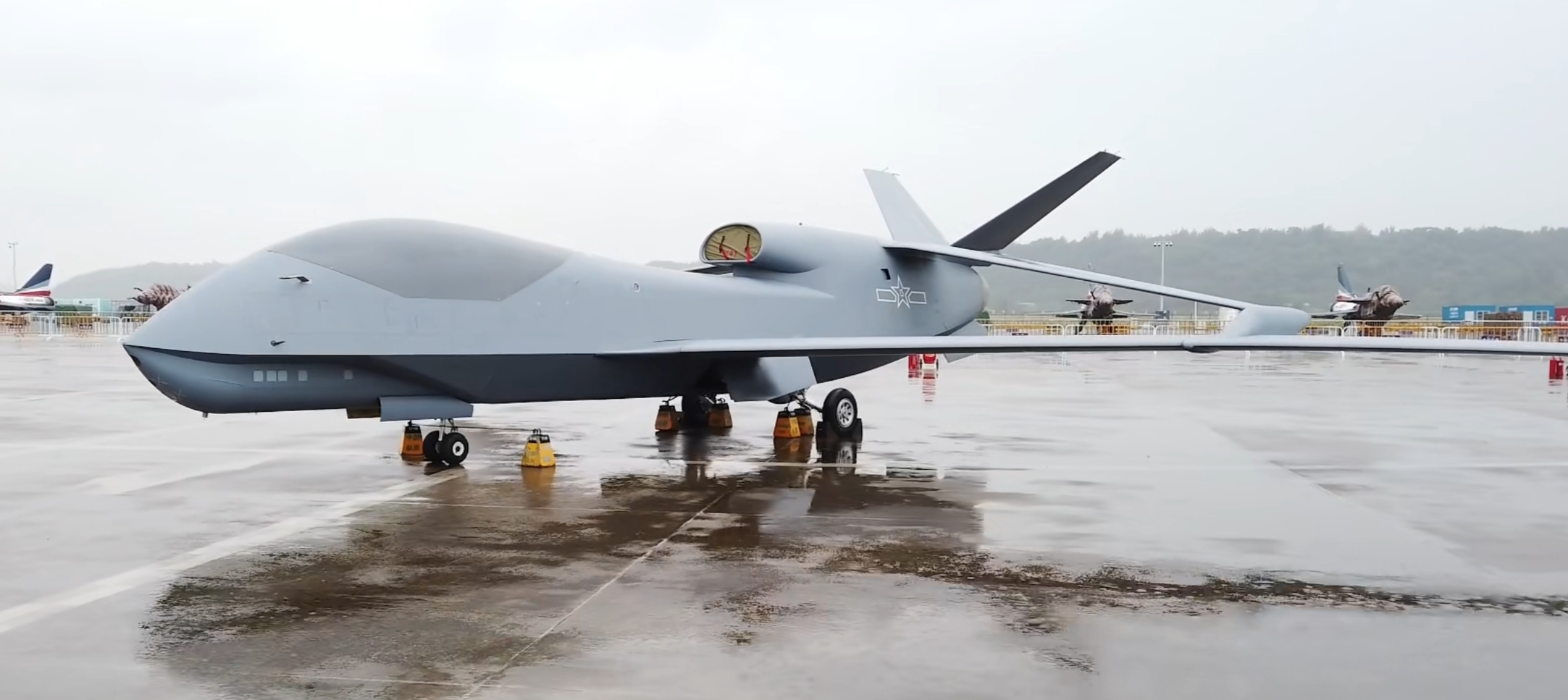
БПЛА Guizhou WZ-7

Авиационная промышленность КНР производит боевые и патрульные самолёты и вертолёты, транспортные самолёты и вертолёты, самолёты-заправщики, самолёты электронной разведки и управления, гидросамолёты, спасательные вертолёты, ударные и разведывательные беспилотные летательные аппараты, авиадвигатели и другие комплектующие, авиационные тренажёры.
Среди наиболее передовых моделей выделяются истребители Chengdu J-20, Shenyang J-16 и Shenyang J-31, палубные истребители Shenyang J-15, истребители-бомбардировщики Xian JH-7A и Chengdu FC-1, стратегические бомбардировщики Xian H-20, учебные самолёты Guizhou JL-9 и Hongdu L-15, военно-транспортные самолёты Xian Y-20 и Shaanxi Y-9, самолёты-заправщики Xian YY-20, гидросамолёты AG600, самолёты электронной разведки и управления KJ-200, KJ-600 и KJ-2000, ударные вертолёты CAIC WZ-10 и Harbin Z-19, многоцелевые вертолёты Harbin Z-20 и Changhe Z-18, ударные БПЛА AVIC 601-S и Tengden TB-001, разведывательные БПЛА Guizhou WZ-7, WZ-8, Feihong FH-97 и Harbin BZK-005, разведывательно-ударные БПЛА CASIC WJ-600, CASIC WJ-700, CASIC HW-610, Chengdu Wing Loong-3, Chengdu Wing Loong-2, Chengdu Wing Loong-1, Chengdu WZ-10, CH-5, CH-902 и Hongdu GJ-11, авиадвигатели Guizhou WS-13E, Xian WS-15, Huangshan WS19 и Shenyang WS-20. 
В авиационной отрасли Китая доминируют два государственных конгломерата — Aviation Industry Corporation of China (AVIC) и Aero Engine Corporation of China (AECC). Кроме того, военные БПЛА производят государственные компании CASC, CASIC, CETC, Norinco, Jincheng Aviation и Xian Aisheng Technology Group. Среди частных производителей БПЛА лидируют компании DJI, High Great, Damoda, Autoflight, Huimingjie, Walkera, AEE Technology, Sichuan Tengden Technology, Autel, Yuneec International и EHang.
В состав конгломерата AVIC входят следующие производственные подразделения:
- Shenyang Aircraft Corporation (Шэньян)
- Harbin Aircraft Industry Group (Харбин)
- Chengdu Aircraft Industry Group (Чэнду)
- Guizhou Aircraft Industry Corporation (Гуйян)
- Changhe Aircraft Industries Corporation (Цзиндэчжэнь)
- Hongdu Aviation Industry Group (Наньчан)
- Xi’an Aircraft Industrial Corporation (Сиань)
- Shaanxi Aircraft Corporation (Ханьчжун)

## Судостроительная промышленность

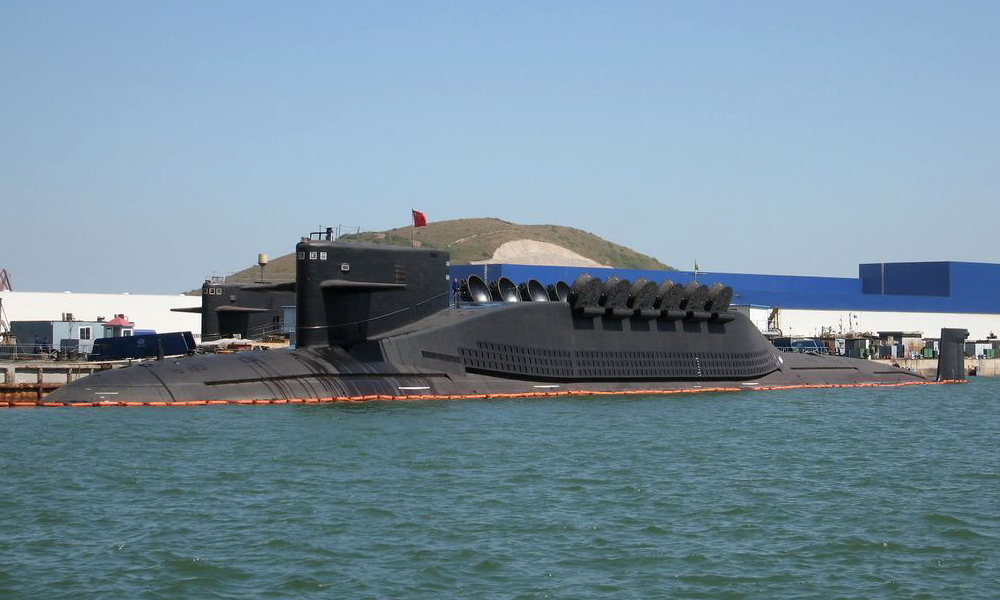
Подводная лодка проекта 094

Судостроительная промышленность КНР производит авианосцы, десантные корабли, фрегаты, эсминцы, ракетные катера, подводные лодки и морские дроны.
Среди наиболее передовых моделей выделяются авианосцы «Шаньдун» и «Фуцзянь», десантные корабли проекта 071, проекта 075 и проекта 076, атомные подводные лодки проекта 093 и проекта 094, дизель-электрические подводные лодки проекта 041, ракетные эсминцы проекта 052B, проекта 052C, проекта 052D и проекта 055, ракетные фрегаты проекта 054, ракетные катера проекта 022.
В 2019 году две крупнейшие государственные судостроительные компании страны China Shipbuilding Industry Corporation (CSIC) и China State Shipbuilding Corporation (CSSC) объединились под началом последней. В составе CSSC имеются следующие военные верфи: 
- Jiangnan Shipyard (Шанхай) — авианосцы, эсминцы, корабли слежения за спутниками и межконтинентальными баллистическими ракетами, подводные лодки[46].
- Hudong–Zhonghua Shipbuilding (Шанхай) — десантные корабли-вертолётоносцы, ракетные фрегаты и катера.
- Dalian Shipbuilding Industry (Далянь) — авианосцы, эсминцы, подводные лодки.
- Bohai Shipbuilding Heavy Industry (Хулудао) — атомные подводные лодки.
- Wuchang Shipbuilding (Ухань) — подводные лодки, ракетные фрегаты, катера береговой охраны.
- Huangpu Shipyard (Гуанчжоу) — ракетные фрегаты.

## Бронетанковая промышленность

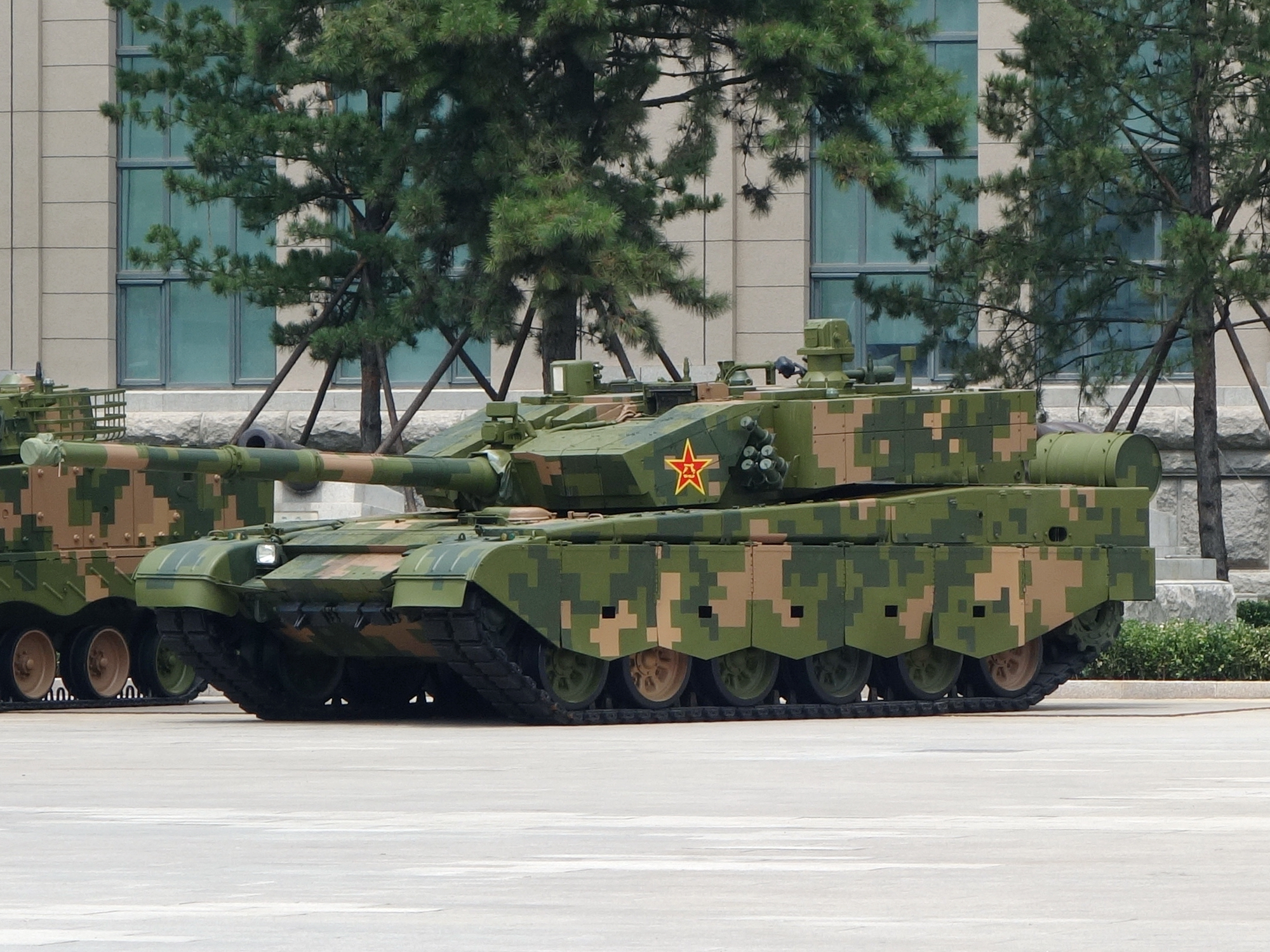
Танк ZTZ-99A

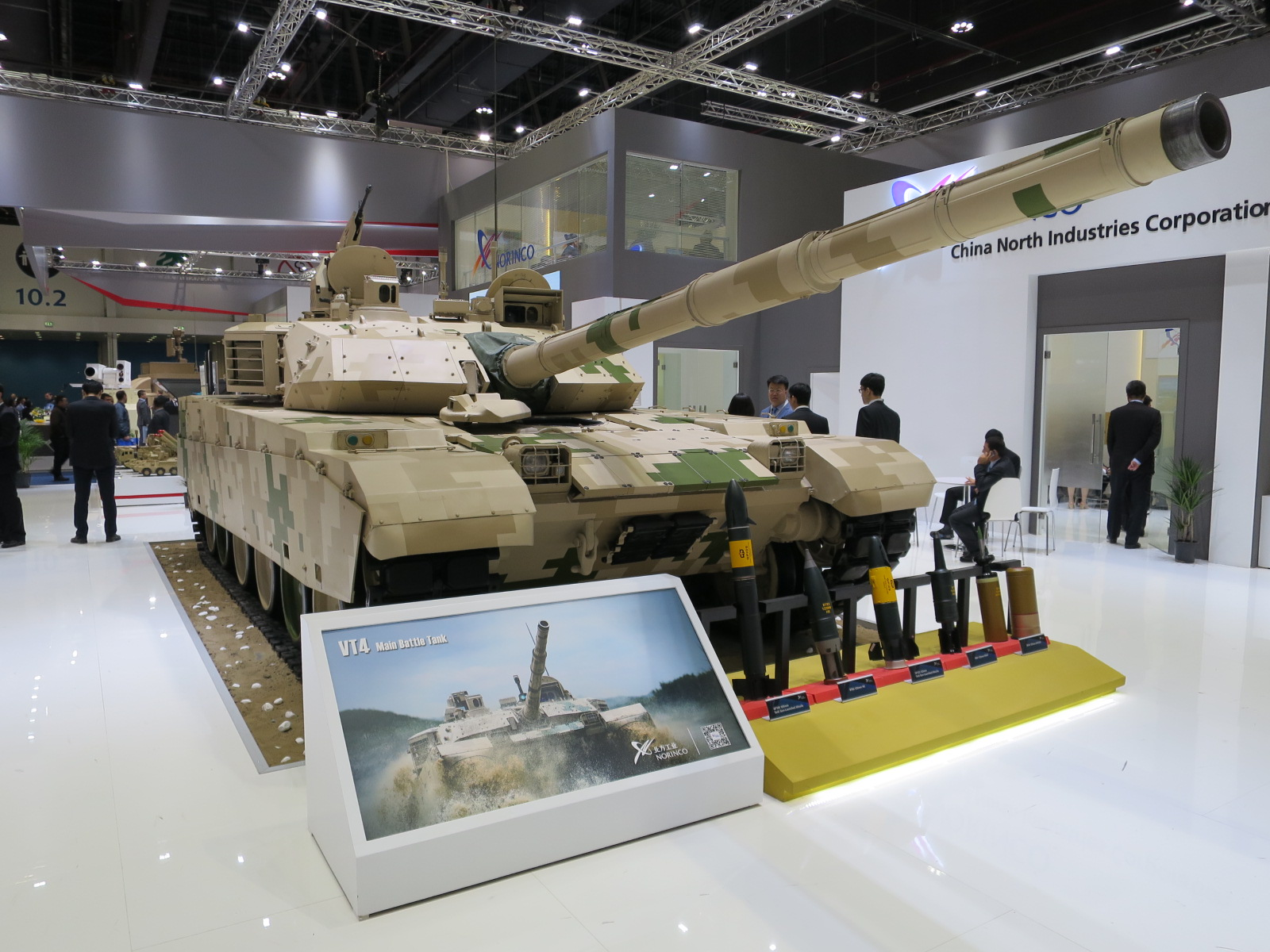
Танк VT-4

Бронетанковая промышленность КНР производит танки, бронетранспортёры, боевые разведывательные машины, боевые машины пехоты, боевые машины десанта, бронированные медицинские машины, командно-штабные машины, а также грузовые автомобили.
Среди наиболее передовых моделей выделяются гусеничные танки ZTZ-99, VT-4 (MBT-3000) и ZTQ-15, колёсный танк ST1, боевые машины пехоты ZBD-04, ZBD-05, ZBL-08, VN-20 и VN-22, боевые машины десанта ZBD-03 и ZBD-2000, лёгкие бронетранспортёры VN-4. 
Ведущим производителем бронетехники является конгломерат China North Industries Group (Norinco), включая его дочерние компании Inner Mongolia First Machinery Group (FIRMACO), Beijing North Vehicle Group, Southwest Vehicles и Shaanxi Weiyang Diesel Engine. Крупнейший завод Norinco по производству танков и другой бронетехники расположен в городе Баотоу (Внутренняя Монголия).
Кроме того, бронетехнику выпускает компания Shaanxi Baoji Special Vehicles (Баоцзи). Крупнейшими производителями военных грузовиков, тягачей и внедорожников являются компании Norinco (включая Beiben Trucks Group и Chongqing Tiema Industries Group), China South Industries Group (включая Changan Automobile Group), Dongfeng Motor, Beijing Automobile Works (BAW), FAW Group (включая FAW Jiefang), SAIC Motor (включая SAIC-Iveco Hongyan Commercial Vehicle и Nanjing Automobile), Shaanxi Automobile & Equipment Group (Shacman), Xiaolong Automotive, Double Star, Wanshan Special Vehicle, Taian Aerospace Special Vehicle и Hanyang Special Vehicle Works.

## Производство инженерной техники

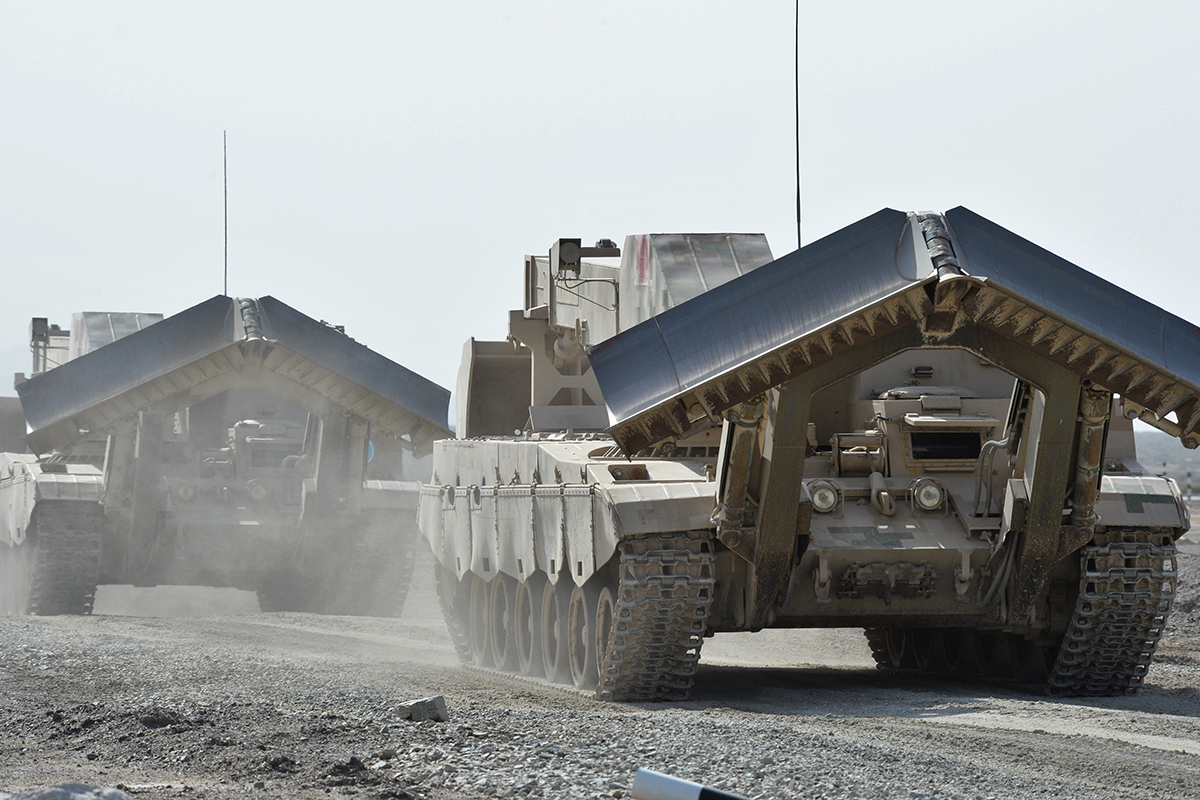
Инженерный танк GCZ-112

Китайские производители инженерной техники изготавливают инженерные танки, гусеничные минные заградители, бронированные машины разминирования, минные тралы, бронированные ремонтно-эвакуационные машины, машины инженерной разведки, машины радиационной и химической разведки, средства преодоления водных преград, танковые мостоукладчики, бронированные топливозаправщики, военные тягачи, экскаваторы, бульдозеры, автогрейдеры и самоходные краны. 
Ведущим производителем инженерной техники является конгломерат China North Industries Group (Norinco), включая его дочерние компании Inner Mongolia First Machinery Group (FIRMACO), Inner Mongolia North Heavy Industries Group, Beiben Trucks Group, Harbin First Machinery Group, Jianglu Machinery & Electronics Group, Northeast Industries Group и Hubei Jiangshan Heavy Industries.

## Артиллерийская промышленность

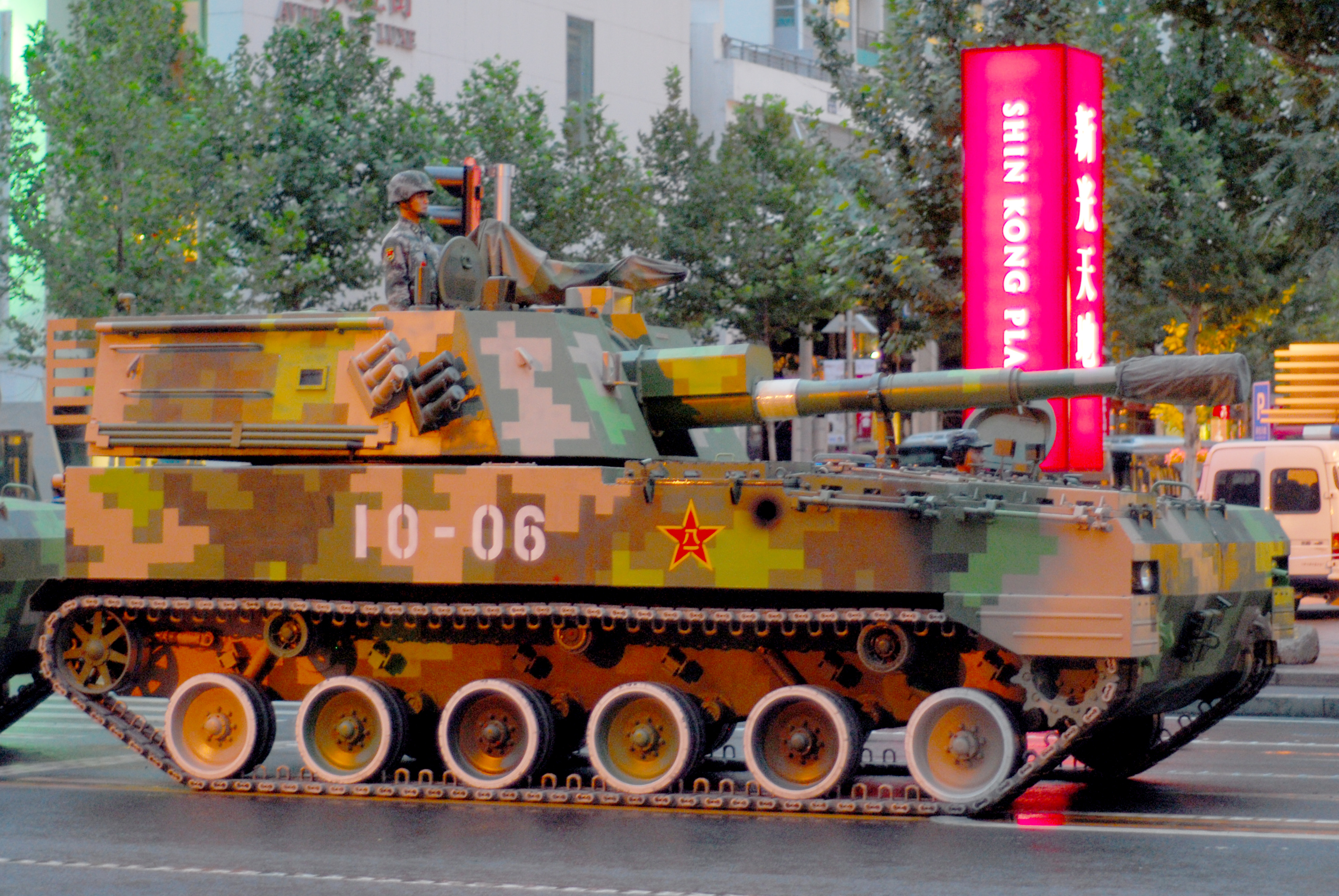
САУ PLZ-07

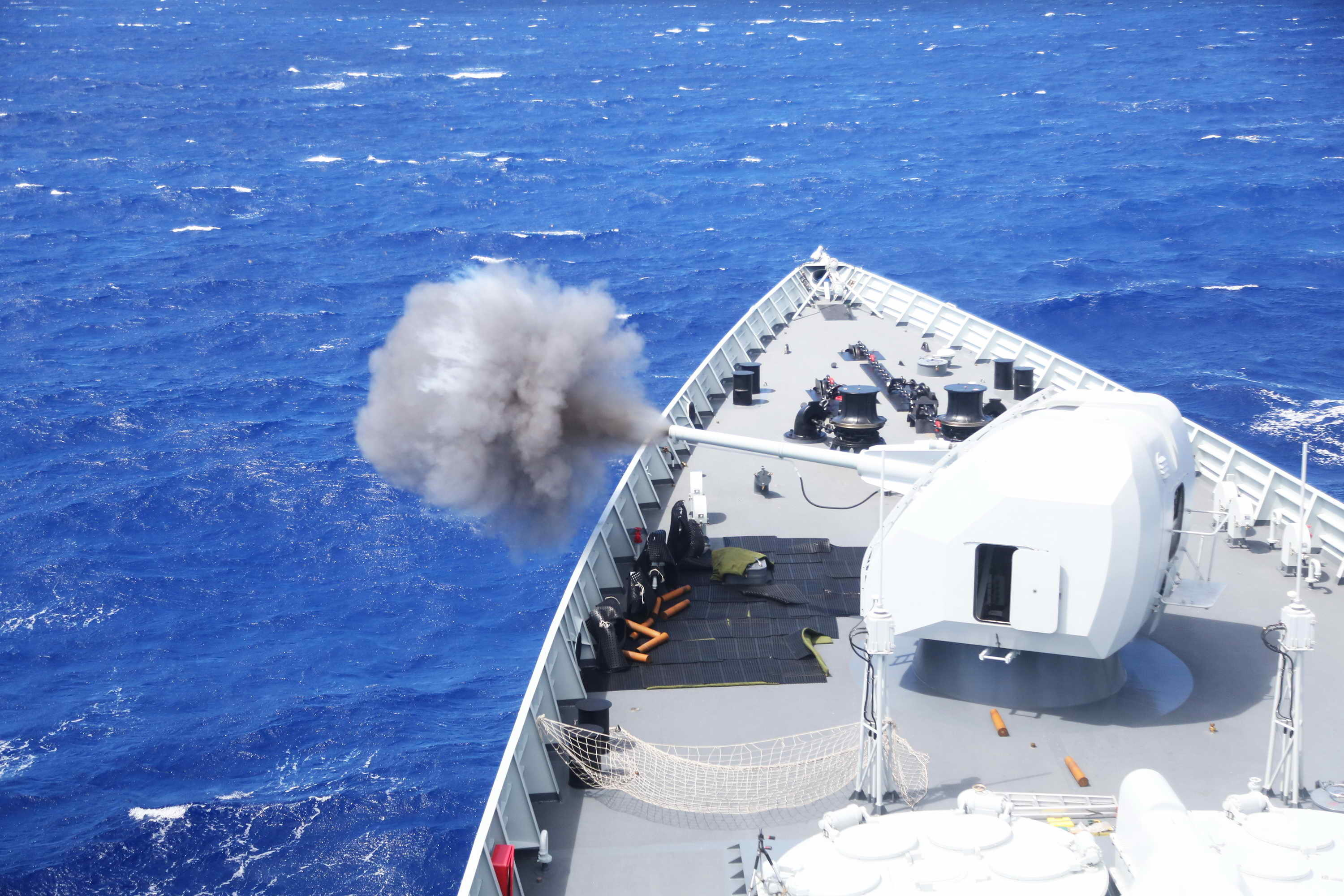
Корабельная пушка H/PJ-87

Артиллерийская промышленность КНР производит миномёты (в том числе самоходные), буксируемые гаубицы, самоходные артиллерийские установки, самоходные зенитные ракетно-пушечные комплексы, системы реактивной артиллерии (в том числе реактивные системы залпового огня) и системы корабельной артиллерии (в том числе зенитно-артиллерийские комплексы и противокатерные орудия). 
Среди наиболее передовых моделей выделяются колёсные РСЗО PHL-16 (PCL-191), WM-120, SR-5, AR-3, AR-1A, WS-2, WS-3 и WS-6, колёсные и гусеничные САУ SH8, SH15, PLL-09, PCL-09, PCL-161, PCL-171, PCL-181, PLZ-05, PLZ-07 и PLZ-45-A4, самоходный ЗРПК PGZ-95, ЗСУ PGZ-09, самоходный миномёт PLL-05, буксируемая гаубица AH4, корабельные пушки H/PJ-38 и H/PJ-87.
Крупнейшим производителем артиллерийского вооружения является холдинг Norinco, включая его дочерние структуры Ordnance Science and Research Academy of China, Harbin First Machinery Group, Qiqihar Heping Machine и North Huaan Industry Group.
Кроме того, артиллерийское вооружение производят холдинги China South Industries Group и China Aerospace Science and Technology Corporation (включая её дочерние структуры Sichuan Aerospace Industry Corporation и China Academy of Launch Vehicle Technology), а также компании Hunan Zijiang Machine и Inner Mongolia Second Machinery Manufacturing. Артиллерийские орудия также разрабатывают Пекинский технологический институт и Механико-электротехнический исследовательский институт Чжэнчжоу.

## Производство стрелкового оружия

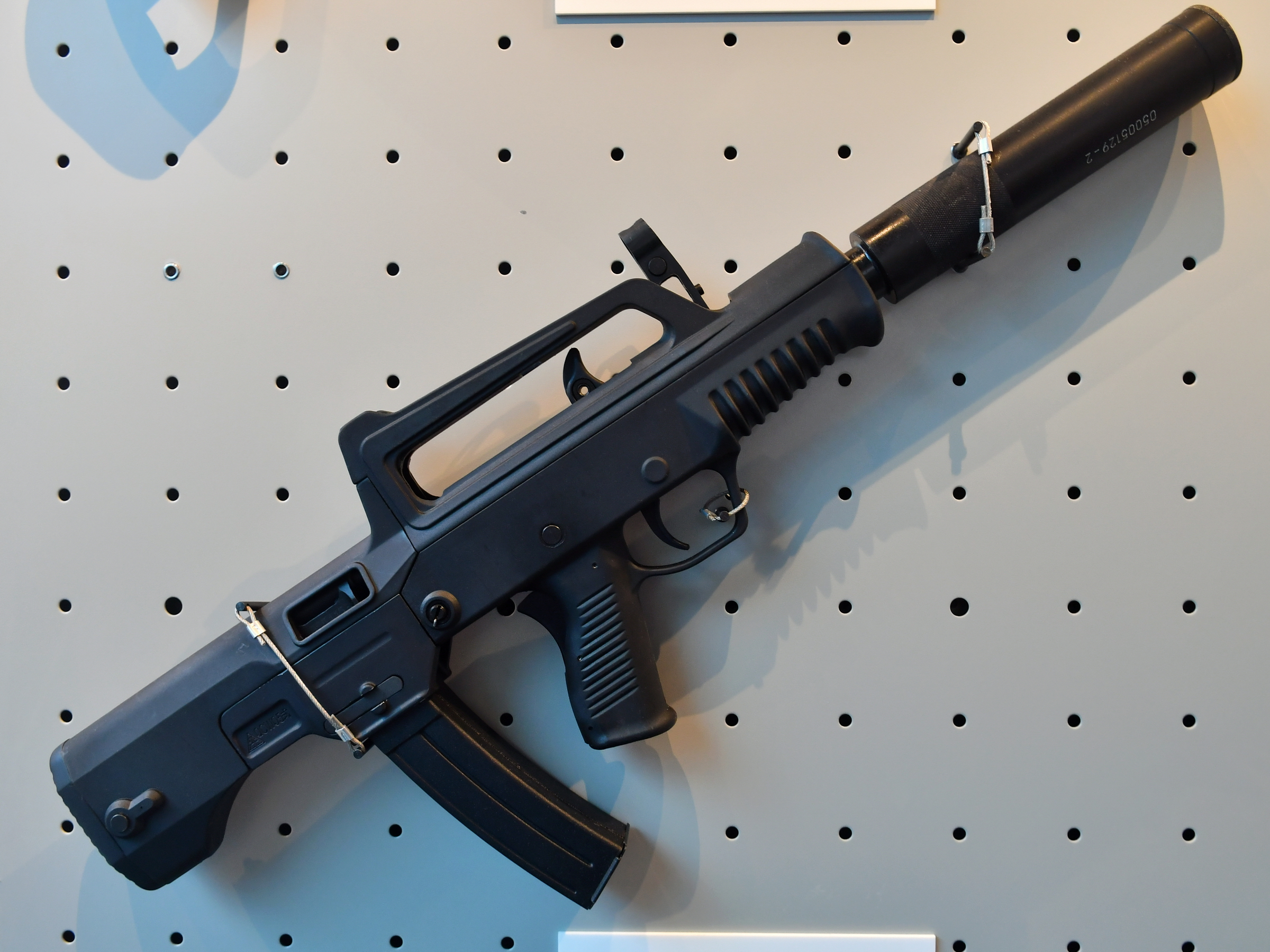
Пистолет-пулемёт QCW-05

Китайские производители стрелкового оружия изготавливают пистолеты, револьверы, автоматические винтовки (в том числе снайперские), карабины, автоматы, автоматы-гранатомёты, пистолет-пулемёты, помповые ружья, глушители, ручные пулемёты, станковые пулемёты, крупнокалиберные пулемёты, подствольные гранатомёты, ручные противотанковые гранатомёты.
Среди наиболее передовых моделей выделяются пулеметы QJY-201, QJZ-171, QJG-02 и CS/LM5, автоматы QBZ-03, QBZ-95 и QBZ-191, автомат-гранатомёт QTS-11, пистолеты-пулемёты QCW-05, CS/LS5 и CS/LS7, автоматическая винтовка CS/LR17, снайперские винтовки QBU-201, QBU-10, AMR-2, CS/LR35, CS/LR4 и Zijiang M99, полуавтоматическое ружьё QBS-09, помповое ружьё HP9-1, гранатомёты QLU-11, QLZ-04 и DZJ-08, подствольные гранатомёты QLG-10, пистолеты NZ-85B, QSW-06 и QX-04, револьверы NRP-9 и ZLS-05. 
Крупнейшими производителями стрелкового оружия являются государственные холдинги Norinco и China South Industries Group (включая дочерние компании Chongqing Changfeng Machinery и Chongqing Jianshe Industry), а также компании Zhejiang Xianfeng Machinery и Hunan Zijiang Machine.

## Производство боеприпасов
Китайские производители боеприпасов изготавливают взрывчатые вещества, патроны для стрелкового оружия, гранаты, дымовые шашки, артиллерийские снаряды (в том числе реактивные снаряды), противопехотные и противотанковые мины, торпеды, морские мины, авиационные бомбы, глубинные бомбы, инженерные боеприпасы.
Крупнейшими производителями боеприпасов являются государственные конгломераты Norinco (включая дочерние компании North Special Energy Group, Shandong Special Industry Group, Yuxi Industrial Group, North Huaan Industry Group) и China South Industries Group, а также компании Zhangjiagang Houfeng Machinery и Hangzhou Toplift Machinery.

## Электронная промышленность

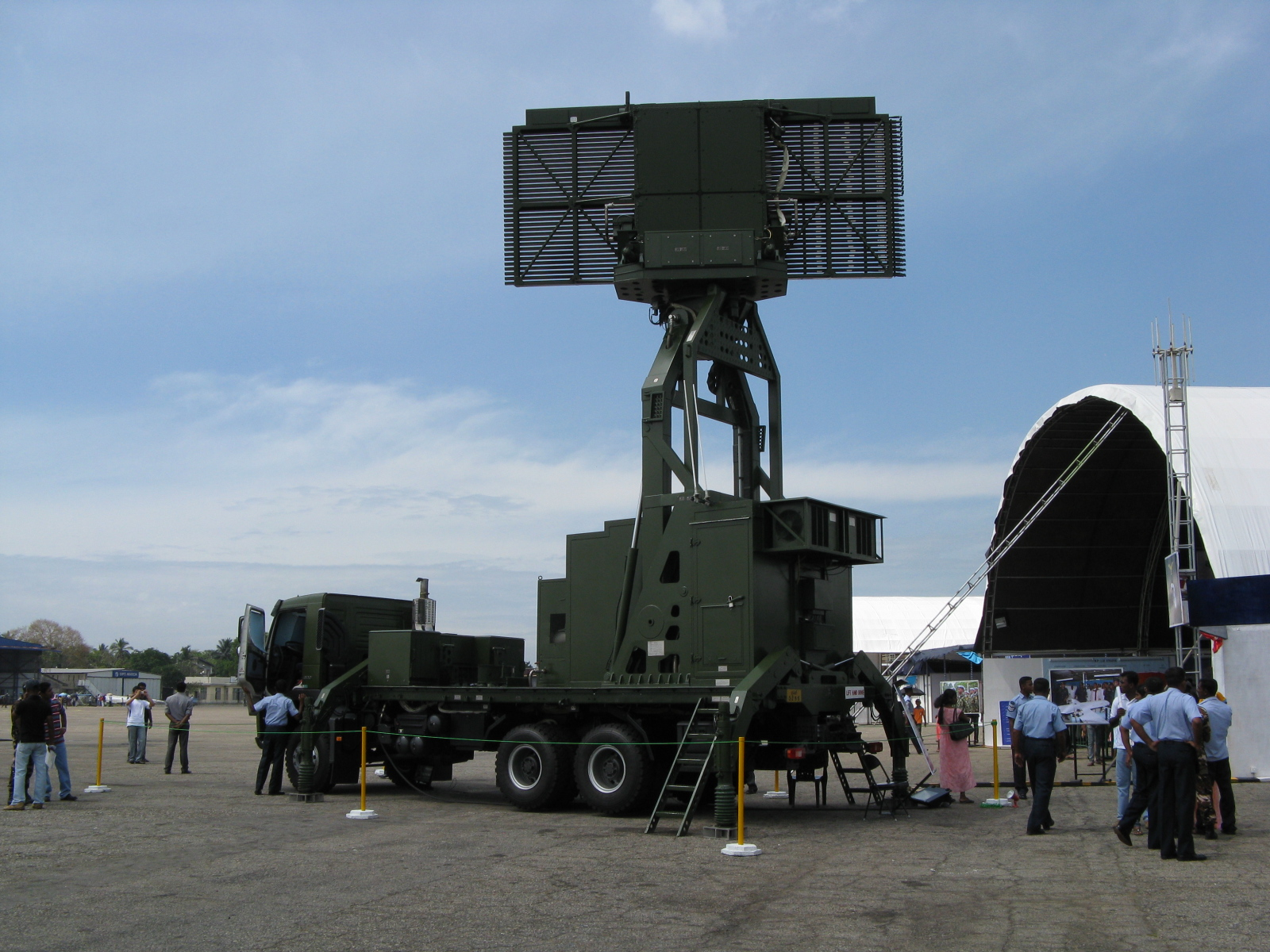
Мобильная радиолокационная станция YLC-18

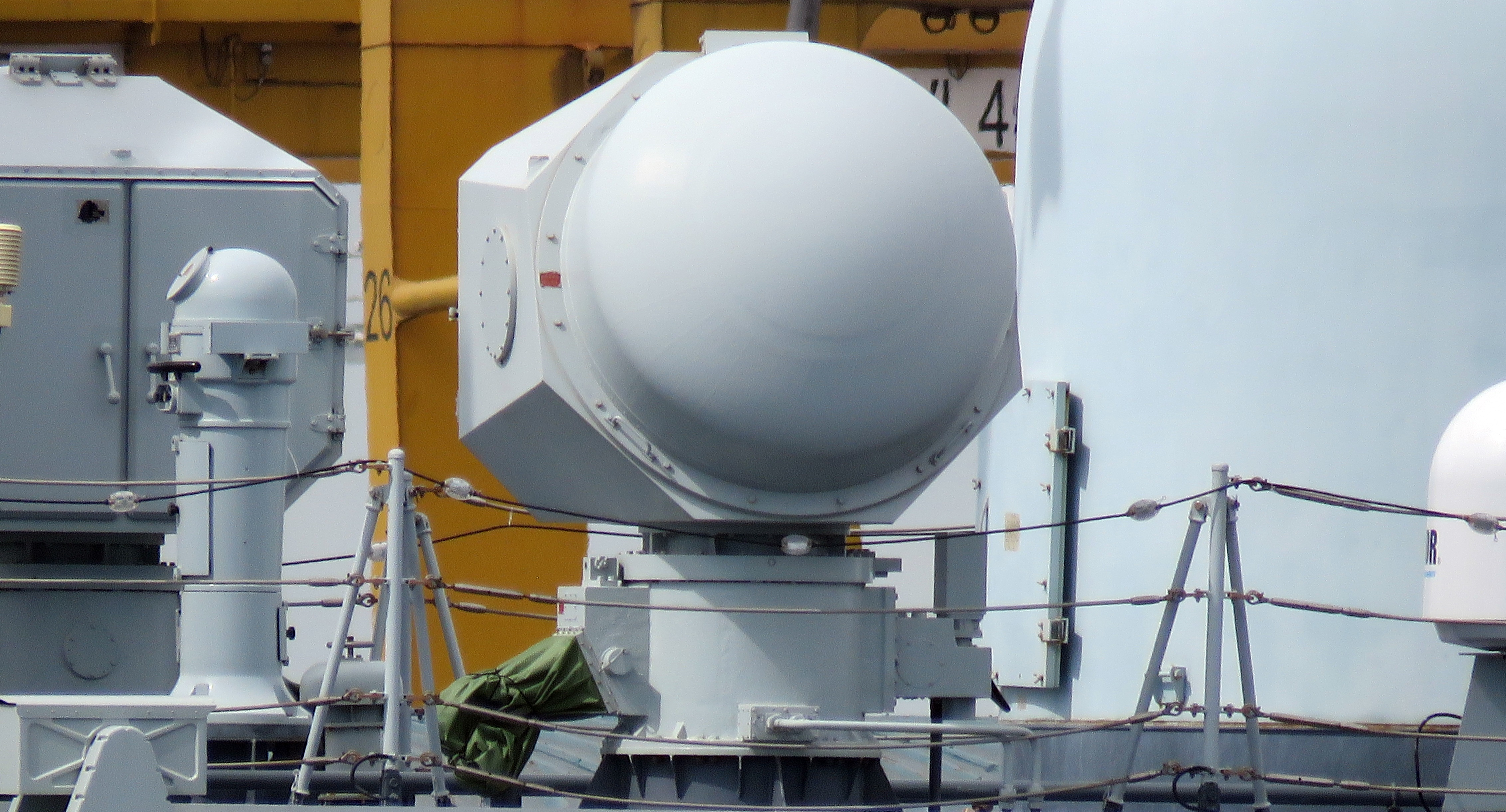
Корабельный радар управления огнём Тип 345

Электронная промышленность КНР производит информационные системы военного назначения, системы спутниковой и радио связи, системы навигации и обнаружения (в том числе акустические приборы), системы корректировки огня, средства подключения к электронным коммуникациям, планшеты, компьютеры, серверы, радиолокационные станции, системы радиоэлектронной разведки и радиоэлектронной борьбы, системы безопасности и видеонаблюдения, криптографическое оборудование, лазерные приборы, электронные компоненты для военной техники (в том числе комплектующие к боевым роботам).
Крупнейшим производителем военной электроники является государственный конгломерат China Electronics Technology Group (CETC), включая его дочерние компании East China Computer, Taiji Computer, GCI Science & Technology, Phoenix Optics и Hikvision. 
Также электронику для оборонной сферы выпускают компании China Electronics Corporation (включая дочерние Maipu Communication и Phytium Technology), Norinco (включая дочерние North General Electronics Group, North Electro-Optics Group, North Navigation Technology Group, Jianglu Machinery & Electronics Group, North Night Vision Technology, North Laser Technique, North Information Control Group, North General Power Group, Huaihai Industry Group, Northwest Industries Group и Ordnance Science and Research Academy of China), CASIC (включая дочерние Академию информационных технологий, Китайскую академию механических и электронных технологий «Чанфэн» и Китайскую корпорацию космической промышленности «Цзяннань»), CASC (включая дочерние China Academy of Aerospace Electronics Technology, China Academy of Launch Vehicle Technology и China Academy of Space Technology), AVIC (включая дочерние China Avionics Systems, AVIC Jonhon Optronic Technology, AVIC Electromechanical Systems и Tianma Microelectronics), China South Industries Group, Tsinghua Unigroup, Hesai Technology, Shaanxi Huanghe Group и Beijing Leiyin Electronic Technology Development.

## Производство военного снаряжения
Китайские производители военного снаряжения изготавливают сухпайки, средства индивидуальной защиты (перчатки, наколенники, бронежилеты, бронещиты, скафандры, защитные очки и наушники, каски, шлемы, индивидуальные аптечки, средства радиационной и химической защиты, в том числе противогазы), униформу, маскировочные халаты и сети, обувь, головные уборы, ремни, чехлы, рюкзаки, вещмешки, подсумки, разгрузочные жилеты, палатки, спальные мешки и коврики, носилки, обогревательные приборы, оптические приборы (прицелы, бинокли, перископы, приборы ночного и инфракрасного видения), часы, компасы, топографические приборы, фонарики, фляги, котелки, лопаты, топоры, ножи, ломы, ракетницы, зажигалки, походные чайники, термосы и плитки, фильтры для очистки воды, надувные лодки, парашюты.
Крупнейшим производителем военного снаряжения является холдинг Norinco, включая его дочерние компании China North Material Science and Engineering Technology Group, North Night Vision Technology и China North Chemical Industries Group (обмундирование, бронежилеты, каски, противогазы, снаряжение для проведения штурмовых и антитеррористических операций, приборы ночного видения, роботы-транспортёры и сапёры, армейские экзоскелеты). Jihua Group производит униформу, военную обувь, бронежилеты и каски; Yangzhou North Sanshan Industrial Ceramics — бронежилеты и каски. Компания Wuhan Guide Sensmart Tech занимается производством инфракрасных тепловизоров, компании Vector Optics, Nanjing Precision Optic, Kanmaxx Optics, Daking Optoelectronics и Guangdong 10Phon — оптических прицелов, монокуляров и биноклей. Компания Bitalltech специализируется на производстве электромагнитных приборов для борьбы с дронами.